# Enzo Ferrari
Enzo Ferrari (teljes nevén: Enzo Anselmo Ferrari) (Modena, 1898. február 20. – Modena, 1988. augusztus 14.) olasz versenyautó-tervező, a Ferrari autógyár alapítója.

## Életpályája
Tanulmányait nem sokáig folytatta, mivel az első világháború alatt, 1916-ban mind apját, Alfredót, mind bátyját, Dinót elvesztette. 1919-től autóversenyző lett, kezdetben szerény sikerrel. 1920-ban otthagyta a kis CMN céget, amelynek addig dolgozott, és az Alfa Romeo cég versenyautóinak konstruktőre lett. Ekkor már nagyobb sikerrel versenyzett. 1923-ban a ravennai autóversenyen megszerezte az ágaskodó ló jelvényt ábrázoló díjat (ez volt a jele egy híres hadirepülőnek az első világháborúban), de ezt a jelet autóin csak 1932-től alkalmazta. 1924-ben megnyerte a Coppa Acerbo nevű versenyt Pescarában. 1929-ben megalapította saját cégét, a Scuderia Ferrarit (= Ferrari versenyistálló), amely egyben az Alfa Romeo versenycsapata volt. Saját neve alatt 1947-től tervezett autókat. A Ferrari márka 1950, azaz a kezdet óta szerepel a Formula–1 versenyeken.

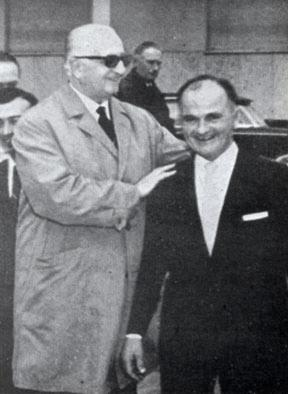
Enzo Ferrari (balra) és Ilario Bandini

Fia, Alfredo Ferrari halála után Enzo állandóan napszemüveget viselt fiára emlékezve.

## Önéletírása magyarul
- Rettenetes örömeim. Életem története. Piero Ferrari visszaemlékezésével; ford. Bán Tibor, Misur Tamás; Gabo, Bp., 2019